# Teucholabis annulata
Teucholabis annulata är en tvåvingeart som beskrevs av Samuel Wendell Williston  1896. Teucholabis annulata ingår i släktet Teucholabis och familjen småharkrankar. Inga underarter finns listade i Catalogue of Life.